# Irische Botschaft in Berlin

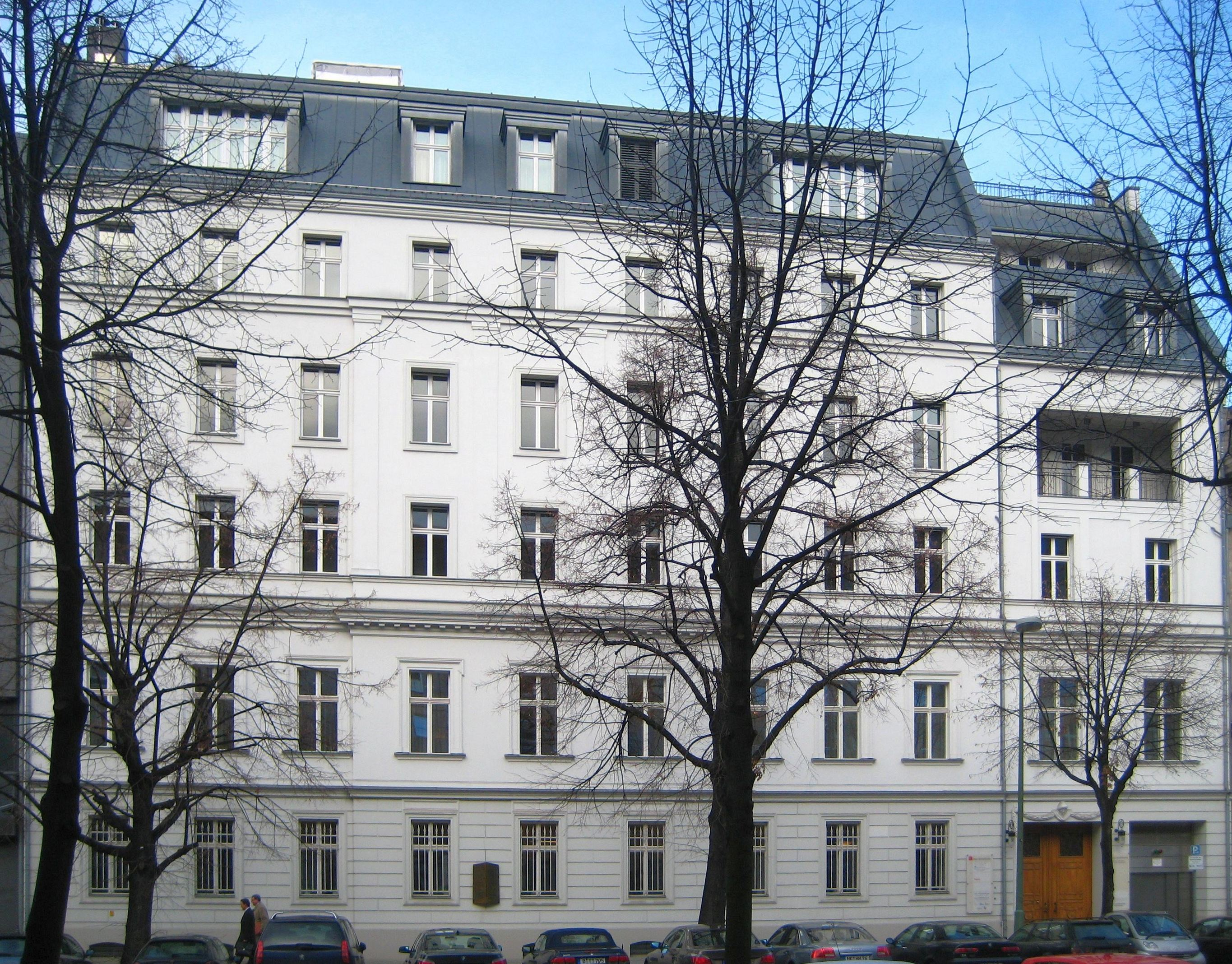
Botschaft in der Jägerstraße 51 in Berlin-Mitte

Die irische Botschaft in Berlin (offiziell: Botschaft von Irland, englisch: Embassy of Ireland, irisch: Ambasáid na hÉireann) ist der Hauptsitz der diplomatischen Vertretung Irlands in Deutschland. Das Botschaftsgebäude befindet sich in der Jägerstraße 51 im Berliner Ortsteil Mitte des gleichnamigen Bezirks.
Botschafterin ist seit dem 4. September 2024 Maeve Collins.
Irland unterhält zwei Generalkonsulate in Frankfurt am Main und München sowie Honorarkonsulate in Bergisch Gladbach, Hamburg und Stuttgart.

## Geschichte
Am 26. Juli 1951 nahmen Irland und die Bundesrepublik Deutschland diplomatische Beziehungen auf. Irland richtete zunächst eine Gesandtschaft ein, die 1959 den Status einer Botschaft erhielt. Sie befand sich in der Godesberger Allee 119 in Bonn (Ortsteil Friesdorf). Aufgrund des Umzugs von Bundestag und Regierung nach Berlin verlegte die irische Botschaft 1999 ihren Sitz in die neue deutsche Hauptstadt.
Seit dem 21. November 1980 gab es diplomatische Beziehungen zwischen Irland und der DDR. Sie bestanden bis zur deutschen Wiedervereinigung im Jahr 1990. Der Botschafter Irlands in den Niederlanden war in der DDR zweitakkreditiert.

## Gebäude
Das Gebäude geht auf einen um 1770 erbauten zweigeschossigen Barockbau zurück. Von 1815 bis 1875 hatte hier das Bankhaus Mendelssohn seinen Sitz. Nach dessen Umzug in das Nachbargebäude wurde es nach Umbauten 1872/1873 zum Wohngebäude der Familie Mendelssohn. Um 1950 wurde das Gebäude um zwei Geschosse aufgestockt und es entstand ein neuer Dachaufbau. Der letzte Umbau einschließlich denkmalgerechter Sanierungs- und Neubaumaßnahmen erfolgte 1999–2000 nach Plänen der Architektengemeinschaft Udo Sadowski & Romuald Lebioda. Das Haus steht unter Denkmalschutz. Neben der Botschaft von Irland hat u. a. der Milchindustrie-Verband hier seinen Sitz.